# Numerele de înmatriculare auto în Bulgaria
Numerele de înmatriculare auto în Bulgaria sunt formate din una sau două litere care indică codul de provincie, patru cifre și una sau două litere.
Un exemplu pentru regiunea Blagoevgrad poate fi E 2067 TX

## Lista regiunilor din Bulgaria
| - E - Regiunea Blagoevgrad - A/AA - Regiunea Burgas - TX - Regiunea Dobrici - EB - Regiunea Gabrovo - X - Regiunea Haskovo - Y - Regiunea Iambol - K - Regiunea Kărdjali - KH - Regiunea Kiustendil - OB - Regiunea Loveci - M - Regiunea Montana | - PA - Regiunea Pazardjik - PK - Regiunea Pernik - EH - Regiunea Plevna - PB - Regiunea Plovdiv - PP - Regiunea Razgrad - P - Regiunea Ruse - H - Regiunea Șumen - CC - Regiunea Silistra - CH - Regiunea Sliven - CM - Regiunea Smolean | - C/CA/CB - Sofia - CO - Regiunea Sofia - CT - Regiunea Stara Zagora - T - Regiunea Tărgoviște - B - Regiunea Varna - BT - Regiunea Veliko Tărnovo - BH - Regiunea Vidin - BP - Regiunea Vrața |